# Camponotus ferreri
Camponotus ferreri är en myrart som beskrevs av Auguste-Henri Forel 1913. Camponotus ferreri ingår i släktet hästmyror, och familjen myror.

## Underarter
Arten delas in i följande underarter:
- C. f. akka
- C. f. cavisquamis
- C. f. ferreri